# 別所喜一郎

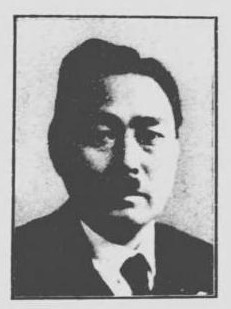
別所喜一郎

別所 喜一郎（べっしょ きいちろう、1890年3月20日 - 1974年11月28日）は、日本の政治家。衆議院議員（1期）。

## 経歴
滋賀県出身。1908年滋賀県立八幡商業学校(現・滋賀県立八幡商業高等学校)卒。水口町議、同町長、甲賀郡議、滋賀県議、同議長、滋賀県町村会長となる。
1942年の第21回衆議院議員総選挙では翼賛政治体制協議会の推薦を受けて当選する。戦後は無所属倶楽部から日本進歩党に入ったが、推薦議員のため公職追放となった。1951年に追放解除。その後は滋賀県選挙管理委員会委員長となった。
このほか甲賀酒造(株)取締役社長、滋賀相互銀行監査役、滋賀県公明選挙推進協議会長を務めた。1974年死去。